# Minier
Minier és una població dels Estats Units a l'estat d'Illinois. Segons el cens del 2000 tenia 1.244 habitants.

## Demografia
Segons el cens del 2000, Minier tenia 1.244 habitants, 507 habitatges, i 360 famílies. La densitat de població era de 774,7 habitants/km².
Dels 507 habitatges en un 32% hi vivien nens de menys de 18 anys, en un 58% hi vivien parelles casades, en un 10,7% dones solteres, i en un 28,8% no eren unitats familiars. En el 26,2% dels habitatges hi vivien persones soles el 12,8% de les quals corresponia a persones de 65 anys o més que vivien soles. El nombre mitjà de persones vivint en cada habitatge era de 2,45 i el nombre mitjà de persones que vivien en cada família era de 2,95.
Per edats la població es repartia de la següent manera: un 25,9% tenia menys de 18 anys, un 5,9% entre 18 i 24, un 29,5% entre 25 i 44, un 21,6% de 45 a 60 i un 17% 65 anys o més.
L'edat mediana era de 38 anys. Per cada 100 dones de 18 o més anys hi havia 87 homes.
La renda mediana per habitatge era de 41.900 $ i la renda mediana per família de 47.500 $. Els homes tenien una renda mediana de 36.458 $ mentre que les dones 26.667 $. La renda per capita de la població era de 19.478 $. Aproximadament el 7,8% de les famílies i el 7,9% de la població estaven per davall del llindar de pobresa.

## Poblacions més properes
El següent diagrama mostra les poblacions més properes.